# Tamale
Tamale er en by i det nordlige Ghana, den største by og hovedstad i regionen Northern.  
Ghanas befolkningsmæssigt tredjestørste by, med en befolkning på 2.024 (2024).
Byen ligger  600 km nord for Accra. Tamale er hovedsageligt befolket af mennesker af Dagombafolket, som taler sproget Dagbani og er tilknyttet Islam, as hvilket afspejles af de mange moskéer i byen.